# The Sons of Katie Elder
The Sons of Katie Elder (bra: Os Filhos de Katie Elder; prt: Os Quatro Filhos de Katie Elder) é um filme de faroeste realizado por Henry Hathaway em 1965.

## Sinopse
Os quatro filhos adultos de Katie Elder -- John, Tom, Bud e Matt -- reúnem-se na sua cidade natal de Clearwater, Texas, em 1898, para o funeral da mãe (Katie Elder). Nessa altura partilham o arrependimento de nenhum deles ter correspondido às expectativas que ela tinha neles. É então que juram honrar o nome da mãe, uma mulher respeitada na sua comunidade pela sua coragem, honestidade e humildade...

## Elenco
- John Wayne.....John Elder
- Dean Martin.....Tom Elder
- Martha Hyer.....Mary Gordon
- Michael Anderson Jr......Bud Elder
- Earl Holliman.....Matt Elder
- George Kennedy.....Curley
- James Gregory.....Morgan Hastings
- Dennis Hopper.....Dave Hastings
- Paul Fix..... xerife Billy Wilson